# Neivamyrmex hetschkoi
Neivamyrmex hetschkoi es una especie de hormiga guerrera del género Neivamyrmex, subfamilia Dorylinae. Esta especie fue descrita científicamente por Mayr en 1886.